# Водяницька сільська територіальна громада
Водяницька сільська об'єднана територіальна громада — об'єднана територіальна громада в Україні, в Звенигородському районі Черкаської області. Адміністративний центр — село Водяники.
Площа громади — 120,7 км², населення — 2368 мешканців (2018).
Утворена 15 серпня 2018 року шляхом об'єднання Водяницької, Кобиляцької, Попівської, Чижівської сільських рад Звенигородського району.
Згідно з розпорядженням Кабінету Міністрів України від 12.06.2020 № 728-р до складу громади була включена Мизинівська, Озірнянська, Рижанівська, Ризинська, Чемериська сільські ради Звенигородського району та Шубиноставська сільська рада Лисянського району.

## Населені пункти
У складі громади 12 сіл: Барвінок, Водяники, Кобиляки, Мизинівка, Озірна, Рижанівка, Ризине, Попівка, Стара Буда, Чемериське, Чижівка, Шубині Стави та 2 селища: Михайлівка, Олександрівка.